# (14939) Norikura
(14939) Norikura est un astéroïde de la ceinture principale.

## Description
(14939) Norikura est un astéroïde de la ceinture principale. Il fut découvert le 21 février 1995 à Kuma Kogen par Akimasa Nakamura. Il présente une orbite caractérisée par un demi-grand axe de 2,76 UA, une excentricité de 0,11 et une inclinaison de 4,3° par rapport à l'écliptique.

## Compléments